# Municipio de Marysville (Minnesota)
El municipio de Marysville (en inglés: Marysville Township) es un municipio ubicado en el condado de Wright en el estado estadounidense de Minnesota. En el año 2010 tenía una población de 2147 habitantes y una densidad poblacional de 25,43 personas por km².

## Geografía
El municipio de Marysville se encuentra ubicado en las coordenadas 45°6′39″N 93°58′00″O / 45.11083, -93.96667. Según la Oficina del Censo de los Estados Unidos, el municipio tiene una superficie total de 84.41 km², de la cual 80.92 km² corresponden a tierra firme y (4.13%) 3.49 km² es agua.

## Demografía
Según el censo de 2010, había 2147 personas residiendo en el municipio de Marysville. La densidad de población era de 25,43 hab./km². De los 2147 habitantes, el municipio de Marysville estaba compuesto por el 96.79% blancos, el 0.14% eran afroamericanos, el 0.23% eran amerindios, el 0.51% eran asiáticos, el 0.05% eran isleños del Pacífico, el 0.88% eran de otras razas y el 1.4% pertenecían a dos o más razas. Del total de la población el 4.1% eran hispanos o latinos de cualquier raza.